# Robertsonidra harmeri
Robertsonidra harmeri är en mossdjursart som beskrevs av Liu 200. Robertsonidra harmeri ingår i släktet Robertsonidra och familjen Robertsonidridae. Inga underarter finns listade i Catalogue of Life.